# Georg Brylka
Georg Rochus Brylka (ur. 24 lipca 1929 w Dobrodzieniu, zm. 17 listopada 2017 w Niemczech) – polski inżynier i polityk mniejszości niemieckiej, poseł na Sejm I kadencji.

## Życiorys
Po II wojnie światowej administracyjnie zmieniono mu imię na Jerzy, do imienia Georg powrócił po 1990. W 1957 ukończył studia na Wydziale Budowy Maszyn Politechniki Częstochowskiej, gdzie uzyskał tytuł zawodowy inżyniera mechanika. Specjalizował się w technologii budowy silników spalinowych. Pracował w Zakładach Elektrotechniki Motoryzacyjnej w Świdnicy, następnie zaś na gospodarstwie rodziców, prowadził również zakład motoryzacyjny. Był pierwszym przewodniczącym Związku Niemieckich Stowarzyszeń Społeczno-Kulturalnych w Polsce. W 1991 uzyskał mandat posła na Sejm I kadencji z okręgu częstochowskiego, został wybrany z listy Mniejszości Niemieckiej. Zasiadał w Komisji Handlu i Usług oraz w Komisji Mniejszości Narodowych i Etnicznych. Był także członkiem Podkomisji do spraw handlu, drobnej wytwórczości i usług. Zrezygnował z pełnienia mandatu 19 września 1992. Wcześniej znalazł się na liście Macierewicza oraz na liście Milczanowskiego. W 1993 wyjechał na stałe do Niemiec.
Pochowany na cmentarzu w Dobrodzieniu.